# Конц, Бернхард
Бернхард Конц (нем. Bernhard Conz; 1 июня 1906, Карлсруэ — 11 июня 1999, Штутгарт) — немецкий дирижёр.

## Биография
Учился в Школе музыки Карлсруэ, затем в Консерватории Штерна.
В 1942—1947 — генеральмузикдиректор Гейдельберга, в 1947—1951 возглавлял Филармонический оркестр Пфальца.
В 1951—1974 — генеральмузикдиректор Билефельда, в 1971—1973 одновременно исполнял обязанности интенданта городской оперы; «блестящей эрой Конца» называет этот период официальный сайд Билефельдского оперного театра. Осуществил в Билефельде ряд премьер — прежде всего, произведений Ханса Вернера Хенце: «Ода западному ветру» для виолончели с оркестром (30 апреля 1954, солист Людвиг Хёльшер), опера «Молодой лорд» (19 мая 1966), Второй концерт для фортепиано с оркестром (29 сентября 1968, солист Кристоф Эшенбах), «Пляска менад» (23 апреля 1971). Среди заметных авторов в программах Конца билефельдского периода — Пауль Хиндемит, Эрнст Кшенек, Дмитрий Шостакович.
В 1958—1967 — постоянный участник Зальцбургских фестивалей. В 1959 дирижировал на фестивале редкой оперой Йозефа Гайдна «Лунный мир», выпущенной в дальнейшем как концертная запись (солисты — Аннелизе Роттенбергер, Чезаре Курчи, Оскар Червенка). В 1978 г. дирижировал в Зальцбурге премьерой оперы Цезаря Бресгена «Пражский ангел». Периодически выступал на фестивале как дирижёр вплоть до 1986 года.
Опубликовал книгу мемуаров «Спасшиеся на крыле Стейнвея» (нем. Gerettet auf dem Steinway-Fluegel; 1971).